# Плано, Оскар
Оскар Плано Педреньо (исп. Óscar Plano Pedreño; род. 11 февраля 1991 года в Мадрид) — испанский футболист, атакующий полузащитник футбольного клуба «Реал Вальядолид».

## Биография
Оскар Плано начинал свою карьера в школе футбольного клуба «Мостолес». В возрасте одиннадцати лет присоединился к академии мадридского «Реала».
Летом 2011 года Плано был переведён во второй состав «Реала». 24 апреля 2011 года в матче против «Монтанероса» отыграв весь матч и забил гол на 16 минуте (6:0). 17 августа 2012 года Оскар дебютировал в испанской Сегунде (2:1 в пользу «Вильярреала»).
В сезоне 13/14 Оскар Плано перешёл в «Алькоркон» на правах аренды, а уже в следующем сезоне подписал полноценный контракт с этим клубом. За «Алькоркон» он провёл 150 матчей и забил 23 мяча.
3 июля 2017 года, Оскар подписал двухлетний контракт с «Вальядолидом».